# I loro occhi uscirono dall'orbita
I loro occhi uscirono dall'orbita è un racconto popolare appartenente alla cultura Hausa, diffusa nell'Africa occidentale e che ha una significativa presenza in nazioni come la Nigeria, il Sudan, il Camerun, il Ghana, la Costa d'Avorio e il Ciad.

## Genere letterario
Il racconto è catalogabile nell'ambito dei racconti-dilemma, ossia di quelli incentrati sull'aspetto morale della vita, dell'uomo e delle sue azioni, raccontati con il preciso scopo di indurre un dibattito su particolari tematiche, quali la famiglia e la vita comunitaria.
In questo tipo di racconti, talvolta, non è prevista né una soluzione al problema né tanto meno risposte e per questo motivo sono anche chiamati indovinelli ed enigmi, perché è considerato prioritario il dibattito innescato dal racconto, che peraltro risulta tutt'altro che infruttuoso e sterile, dato che, generalmente, vige la figura di un moderatore svolta da un anziano saggio che cerca di riassumere le varie opinioni usando una buona dose di eloquenza.

## Trama
Il racconto narra le vicende di una famiglia, formata da un viaggiatore d'affari, sua moglie, sua madre, la madre di lei e la sorella minore. Stanchi per il viaggio, si fermano vicino ad un pozzo e a turno cercano di sfruttare questa opportunità per dissetarsi. Tuttavia il pozzo è infestato da un demonio e ogni persona che vi si affaccia perde un occhio: in conseguenza di ciò, tutta la famiglia rimane mutilata.
Grazie all'intervento di un soldato, riescono a recuperare gli occhi, ad eccezione di un membro che viene trattenuto dal soldato stesso.
Il dilemma con cui termina il racconto si riferisce a quale delle quattro donne dovrà restare mutilata.